# 假尿嘧啶核苷
假尿嘧啶核苷（Pseudouridine，簡稱Ψ或Q）或稱5-核糖尿嘧啶（5-ribosyluracil）、假尿苷，是尿苷（U）的一種同分異構物，有別於尿苷中尿嘧啶以碳－氮鍵（C1-N1）與核糖相連，假尿嘧啶核苷中尿嘧啶和核糖是以碳－碳鍵（C1-C5）連接，故其結構較有彈性，比尿苷多出了一個可形成氫鍵的位點，且在RNA中產生的重疊效應高於尿苷。假尿嘧啶核苷最早於1951年發現，為細胞RNA中最常見的修飾，在三域生物中皆有，有A、U、C、G之外的「第五種核苷」之稱。
假尿嘧啶核苷是細胞中最常見的RNA修飾，是轉錄後修飾的機制之一，在轉錄結束後由假尿苷合成酶（PUS）自尿苷轉化而來，此修飾可能影響RNA的結構、功能、位置與半衰期。mRNA、tRNA、rRNA、snRNA與snoRNA中均有發現假尿嘧啶核苷修飾，在tRNA與rRNA中可穩定RNA的結構，與其轉譯的功能相關；在snRNA中則可促進剪接體對前体信使RNA的切割；在mRNA中的功能仍不清楚，有研究顯示終止密碼子中的假尿嘧啶核苷可能會造成轉譯連讀（translation readthrough）。假尿嘧啶核苷還可能被細胞用作識別自身與外來RNA的機制，即RIG-I和蛋白激酶R等先天免疫蛋白可識別不含有假尿嘧啶核苷的病毒RNA而啟動免疫反應。

釀酒酵母的tRNA^{Ala}序列， Ψ即為假尿嘧啶核苷